# Palaeocopa
Palaeocopa is een onderklasse van kreeftachtigen binnen de stam van de Arthropoda (geleedpotigen).

## Orde
- Palaeocopida